# Вербівська (лісова сторожка)
Вербівська — колишній населений пункт (лісова сторожка) у Верхівнянській волості Сквирського повіту Київської губернії та Вербівській сільській раді Ружинського району Бердичівської округи.

## Населення
Відповідно до перепису населення СРСР 17 грудня 1926 року, чисельність населення становила 8 осіб, з них 4 чоловіків та 4 жінки; етнічний склад: українців — 8. Кількість домогосподарств — 2.

## Історія
Заснована 1897 року. До 1917 року входила до складу Верхівнянської волості Сквирського повіту Київської губернії, до червня 1925 року — Ружинського району Бердичівської округи Київської губернії. Станом 17 грудня 1926 року підпорядкована Вербівській сільській раді Ружинського району Бердичівської округи. Відстань до центру сільської ради, с. Вербівка — 2 версти, до районного центру, міст. Ружин — 24 версти, до окружного центру у Бердичеві — 70 верст, до найближчої залізничної станції, Попільня — 18 верст.
Знята з обліку населених пунктів до 1 жовтня 1941 року.